# Komitee für die Freilassung Rudolf Bahros
Das Komitee für die Freilassung Rudolf Bahros (Bahro-Komitee) wurde 1978 in Berlin (West) gegründet.

## Geschichte
Das Komitee wurde zu dem Zweck gegründet, die deutsche, aber auch die europäische Öffentlichkeit auf das Schicksal Rudolf Bahros aufmerksam zu machen. Vom 16. bis 19. November 1978 veranstaltete das Komitee im Auditorium maximum der Technischen Universität Berlin den „Internationalen Kongress für und über Rudolf Bahro“. An dem Kongress nahmen mehr als 10.000 Personen aus Deutschland und den europäischen Ländern teil. In den verschiedenen Arbeitsgruppen arbeiteten etwa 1.800 Teilnehmer mit. 
Zu den prominenten Unterstützern gehörten u. a. Elmar Altvater, der Liedermacher Wolf Biermann, der Präsident der TU Rolf Berger, Heinz Brandt, Renate Damus, der Publizist und ehemalige Studentenführer Rudi Dutschke, Ossip K. Flechtheim, der Schriftsteller und ehemalige DDR-Bürgerrechtler Jürgen Fuchs, das ehemalige Mitglied des ZK der KPC Ždenek Hejzlar, der Leiter der Europäischen Verlagsanstalt Thomas Kosta, der Sekretär der Vierten Internationalen Ernest Mandel, der Fraktionsvorsitzende der SPD im Landtag von Schleswig-Holstein Klaus Matthiesen, der ehemalige Sekretär des ZK der KPC Zdeněk Mlynář, der ehemalige Chefredakteur der Zeitung der IG Metall Jakob Moneta, Oskar Negt, der Landesvorsitzende der SPD Niedersachsen, Parteivorstand der SPD Peter von Oertzen, das ehemalige Mitglied der KPČ Jiří Pelikán sowie der damalige Bundesvorsitzende der Jungsozialisten in der SPD, Gerhard Schröder.
An dem Kongress nahmen Vertreter aller Strömungen der westeuropäischen Arbeiterbewegung teil, von den sozialdemokratischen und eurokommunistischen Parteien bis zu den verschiedenen Strömungen der Neuen Linken, die sich theoretisch und praktisch um die Strategie einer sozialistischen Alternative bemühten. Ebenso nahmen Emigranten aus den verschiedenen osteuropäischen Ländern, insbesondere aus der DDR und der ČSSR, an dem Kongress teil.
Zum Jahrestag der Verurteilung Rudolf Bahros führte das Komitee vom 30. Juni bis 1. Juli 1979 einen zweiten Kongress in Marburg durch. Nach der Freilassung Rudolf Bahros und seiner Ausweisung aus der DDR löste sich das Komitee 1980 auf.